# Chełmno (gemeente)
De gemeente Chełmno is een landgemeente in het Poolse woiwodschap Koejavië-Pommeren, in powiat Chełmiński.
De zetel van de gemeente is in Chełmno.
Op 30 juni 2004 telde de gemeente 5176 inwoners.

## Oppervlakte gegevens
In 2002 bedroeg de totale oppervlakte van gemeente Chełmno 114,05 km², waarvan:
- agrarisch gebied: 69%
- bossen: 12%

De gemeente beslaat 21,62% van de totale oppervlakte van de powiat.

## Demografie
Stand op 30 juni 2004:
| Omschrijving                   | Totaal | Totaal | Vrouwen | Vrouwen | Mannen | Mannen |
| ------------------------------ | ------ | ------ | ------- | ------- | ------ | ------ |
| eenheid                        | aantal | %      | aantal  | %       | aantal | %      |
| inwoners                       | 5176   | 100    | 2550    | 49,3    | 2626   | 50,7   |
| bevolkingsdichtheid (inw./km²) | 45,4   | 45,4   | 22,4    | 22,4    | 23     | 23     |

In 2002 bedroeg het gemiddelde inkomen per inwoner 1233,04 zł.

## Dorpen
- Bieńkówka
- Borówno
- Dolne Wymiary
- Dorposz Chełmiński
- Górne Wymiary
- Kałdus
- Klamry
- Kolno
- Łęg
- Małe Łunawy
- Nowa Wieś Chełmińska
- Nowe Dobra
- Osnowo
- Ostrów Świecki
- Podwiesk
- Różnowo
- Starogród Dolny
- Starogród Górny
- Wielkie Łunawy

## Aangrenzende gemeenten
Dragacz, Grudziądz, Kijewo Królewskie, Pruszcz, Stolno, Świecie, Unisław